# Войчех Шчесни
Во̀йчех То̀маш Шчѐсни (на полски: Wojciech Tomasz Szczęsny) е полски футболист, вратар на испанския Барселона.
Шчесни стана известен с пробива си през сезон 2010 – 11, когато стартира като 4-ти избор за вратата на Арсенал след Мануел Алмуния, Лукаш Фабиански, Вито Маноне и до края на годината печели титулярно място в състава на 20-годишна възраст.

## Детство
Преди да започне с футбола, Шчесни първо се занимава с танци, а след това с олимпийския спорт – хвърляне на копие. Баща му, Мачей Шчесни, е бивш национален вратар на Полша. По-големият му брат, Ян, също играе на този пост, но в полския Гвардия Варшава.

## Клубна кариера
Шчесни за първи път започва да тренира футбол в Агрикола Варшава. Скоро след това Кристоф Доан, треньор на вратарите в елитния полски клуб Легия Варшава, впечатлен от изявите на младия страж, го вика на тренировъчния лагер на първия отбор на Легия, когато Войчех навършва 15 години. Успява да докаже класата си, преминава успешно пробния период и остава в отбора.

### Арсенал
През 2006 година Шчесни се присъединява към младежката формация на Арсенал като играе за втория отбор на тима до сезон 2008 – 09. През ноември 2008 г. той е контузен като получава фрактури на двете си ръце, отсъства пет месеца, наддава килограми и губи форма. Бързо след излекуването си, си възвръща формата и на 24 май 2009 г. за първи път се появява в група за мач на първия отбор на Арсенал. Мачът е в Премиършип срещу Стоук Сити, където Шчесни остава на резервната скамейка. В началото на сезон 2009 – 10, той официално е прехвърен от младежката в първата формация на тима и получава игрален номер 53. Първата му поява в евротурнирите е на 16 септември 2009 г. в мач от Шампионската лига срещу Стандарт Лиеж, където остава резерва. 
На 22 септември 2009 г. Шчесни прави своя дебют за първия отбор в Купата на лигата като не допуска гол срещу Уест Бромич Албиън. През декември 2009 Арсен Венгер, треньорът на Арсенал оповестява, че той и екипът му възлагат големи надежди на Шчесни, коментирайки: „Определяме Войчех като много голям вратар в близкото бъдеще“. Следващият месец има ново изказване от него като заявява: „Наистина вярвам, че Шчесни някой ден ще бъде избор №1 за вратата на Арсенал. Той има всички необходими качества за един вратар“.

### Брентфорд (под наем)
На 20 ноември 2009 Шчесни е даден под наем до края на сезона на отбора от Първа лига – Брентфорд. Там, той получава много повече място за изява и прави решаващи спасявания, включително и дузпа, както и получава на два пъти названието – играч на мача. До края на април, Войчех е впечатлил отбора и треньора си като маниджърът на Брентфорд, Анди Скот, заявява: Представянето му ясно показва, че е вратар за Премиършип.

### 2010 – 11
На 27 октомври 2010 г. Шченсни за втори път се появява с екипа на Арсенал в купата на лигата, отново запазвайки вратата си чиста при гостуване на Нюкасъл Юнайтед. Мачът се оказва повратен за него, показва класа и рефлекс, правейки няколко важни спасявания и помагайки на отбора си да спечели с 4:0. Две седмици след това подписва нов дългосрочен договор. Дебютът му в Премиършип е на 13 декември 2010 г. при загубата с 0:1 от Манчестър Юнайтед на Олд Трафорд. Шчесни получава шанс за изява поради контузиите на Лукаш Фабиански и Мануел Алмуния. На 8 януари Войчех за трети път се появява в купата на лигата при мача с Лийдс, а следващата седмица – в Премиършип при гостуването на Уест Хам, спечелено с 3:0.
След изиграването на няколко полседователни мача и показвайки добра форма, Венгер потвърждава, че Шченсни ще остане титулярен вратар на тима като заявява, че няма основание, което Войчех му е дал, за да му отнеме тази роля. На 16 февруари Шчесни прави дебют и в Шампионската лига при домакинския мач срещу Барселона. Мачът свършва с победа 2:1 за Арсенал, а той играе важна роля за крайния резултата, правейки редица спасявания. На 27 февруари прави сериозна грешка във финала за Купата на лигата срещу Бирмингам. Поради неразбирателство със защитник, допуска нелеп гол в 89-ата минута, което коства загубата на финала. Това, обаче не се отразява на титулярното му място. На 8 март в мач, реванш в Шампионската лига срещу Барселона, Шчесни се контузва и отсъства месец и половина от терените. Веднага след възстановяването си, получава мястото в първия отбор при равенството 1:1 срещу Ливърпул. В края на сезон 2010 – 11, той е избран за 4-тия най-добър играч на Арсенал в официалния сайт на отбора.

### 2011 – 12
В предсезонната подготовка лятото на 2011 г. Шченсни пътува с отбора си на лагер в Малайзия и там получава нов номер на фланелката – 13 вместо предишния му – 53. Първият мач на Шченсни за сезон 2011 – 12 е в равенството с Нюкасъл Юнайтед. На 24 август Войчех спасява дузпа в мач от Шампионската лига в гостуване на Удинезе, завършил с победа на Арсенал с 3:1.

## Национален отбор
Шченсни има шест мача в младежкия национален отбор на Полша като е участвал в три квалификационни мача за младежкото европейско първенство през 2011 г. През октомври 2009 г. новият треньор на Полша – Франчишек Жмуда за първи път повиква Войчех в мъжкия национален отбор за приятелските мачове с Румъния и Канада. Младият вратар прави дебюта си на 18 ноември 2009 г. срещу Канада като заменя в 46-ата минута Томаш Кушчак. Втората му поява за националния отбор е в приятелски мач срещу Норвегия през февруари 2011 г.
Първото запомнящо се представяне на Войчех за националния отбор на Полша е срещу Германия на 6 септември 2011 г. Мачът завършва на равно 2:2, а Шчесни се отличава с многобройни спасявания, предотвратявайки още голове във вратата си. Изявите му в този мач са забелязани и положително отценени от легендатата и бивш капитан и вратар на германския национален отбор – Оливър Кан.

## Статистики
Статиктиките са валидни до 29 септември 2011 г.
| Отбор                | Сезон        | Първенство | Първенство | Първенство | ФА къп | ФА къп | ФА къп | Купата на лигата | Купата на лигата | Купата на лигата | Европа | Европа | Европа | Общо   | Общо | Общо |
| Отбор                | Сезон        | Мачове     | Д.Г.       | Ч.В.       | Мачове | Д.Г.   | Ч.В.   | Мачове           | Д.Г.             | Ч.В.             | Мачове | Д.Г.   | Ч.В.   | Мачове | Д.Г. | Ч.В. |
| -------------------- | ------------ | ---------- | ---------- | ---------- | ------ | ------ | ------ | ---------------- | ---------------- | ---------------- | ------ | ------ | ------ | ------ | ---- | ---- |
| Арсенал              | 2009/10      | 0          | 0          | 0          | 0      | 0      | 0      | 1                | 0                | 1                | 0      | 0      | 0      | 1      | 0    | 1    |
| Брентфорд (под наем) | 2009/10      | 28         | 30         | 10         | 0      | 0      | 0      | 0                | 0                | 0                | 0      | 0      | 0      | 28     | 30   | 10   |
| Арсенал              |              |            |            |            |        |        |        |                  |                  |                  |        |        |        |        |      |      |
| 2010/11              | 15           | 19         | 6          | 2          | 2      | 0      | 5      | 3                | 3                | 2                | 1      | 1      | 24     | 25     | 10   |      |
| 2011/12              | 11           | 21         | 4          | 0          | 0      | 0      | 0      | 0                | 0                | 6                | 3      | 3      | 17     | 24     | 7    |      |
| Арсенал общо         | Арсенал общо | 26         | 40         | 10         | 2      | 2      | 0      | 6                | 3                | 4                | 8      | 4      | 4      | 42     | 49   | 18   |
| Общо                 | Общо         | 54         | 70         | 20         | 2      | 2      | 0      | 6                | 3                | 4                | 8      | 4      | 4      | 70     | 79   | 28   |

Д.Г. – Допуснати голове; Ч.В. – Чисти врати.

## Отличия

### Арсенал
- Премиършип за младежи: 2008/09
- ФА къп за младежи: 2008/09
- ФА къп: 2013/14, 2014/15
- Къмюнити Шийлд: 2014

Втори места:
- Купа на лигата: 2010/11

### Ювентус
- Серия А (3) – 2017/18, 2018/19, 2019/20
- Купа на Италия (3) – 2017/18, 2020/21, 2023/24
- Суперкупа на Италия (2) – 2018, 2020

### Барселона
- Ла Лига (1) – 2024/25
- Купа на краля (1) – 2024/25
- Суперкупа на Испания (1) – 2025